# Sinntal
Sinntal ist die östlichste Gemeinde im osthessischen Main-Kinzig-Kreis.

## Geografie

### Geografische Lage
Sinntal liegt am nördlichen Rand des Spessarts und an den westlichen Ausläufern der Rhön. Das Oberzentrum Fulda liegt etwa 30 km nördlich von Sinntal. Ihren Namen hat die Gemeinde vom Fluss Sinn, der durch die südlichen Ortsteile fließt.

### Nachbargemeinden
Sinntal grenzt im Norden an die Gemeinde Kalbach (Landkreis Fulda), im Osten an die Gemeinde Motten, das gemeindefreie Gebiet Mottener Forst-Süd und die Stadt Bad Brückenau, den Markt Zeitlofs und das gemeindefreie Gebiet Roßbacher Forst (alle Landkreis Bad Kissingen), im Süden an den Markt Obersinn (Landkreis Main-Spessart) sowie im Westen an das gemeindefreie Gebiet Gutsbezirk Spessart und die Stadt Schlüchtern.

### Gemeindegliederung
Sinntal besteht aus folgenden Ortsteilen:
- Altengronau
- Breunings
- Jossa
- Mottgers
- Neuengronau
- Oberzell mit Ziegelhütte
- Sannerz
- Schwarzenfels
- Sterbfritz (Sitz der Gemeindeverwaltung)
- Weichersbach
- Weiperz
- Züntersbach

## Geschichte

### Gemeindebildung
Im Zuge der Gebietsreform in Hessen bildete sich 1. Juli 1972 die Gemeinde Sinntal durch den freiwilligen Zusammenschluss der bisher selbständigen Gemeinden Mottgers, Schwarzenfels und Weichersbach. Am 1. Juli 1974 kamen kraft Landesgesetz Altengronau (mit dem am 1. Dezember 1969 eingemeindeten Ort Neuengronau), Jossa, Oberzell und Sterbfritz (mit den am 1. Dezember 1969 eingemeindeten Orten Breunings, Sannerz und Weiperz) hinzu. Am 1. Januar 1977 wurde schließlich noch Züntersbach eingemeindet. Für alle Ortsteile von Sinntal wurden Ortsbezirke mit Ortsbeirat und Ortsvorsteher nach der Hessischen Gemeindeordnung gebildet.

### Bevölkerung

#### Einwohnerstruktur 2011
Nach den Erhebungen des Zensus 2011 lebten am Stichtag, dem 9. Mai 2011, in Sinntal 9094 Einwohner. Nach dem Lebensalter waren 1554 Einwohner unter 18 Jahren, 3618 zwischen 18 und 49, 2001 zwischen 50 und 64 und 1923 Einwohner waren älter. Unter den Einwohnern waren 184 (2,0 %) Ausländer, von denen 75 aus dem EU-Ausland, 70 aus anderen europäischen Ländern und 34 aus anderen Staaten kamen. (Bis zum Jahr 2020 erhöhte sich die Ausländerquote auf 5,5 %.) Die Einwohner lebten in 3687 Haushalten. Davon waren 894 Singlehaushalte, 999 Paare ohne Kinder und 1440 Paare mit Kindern, sowie 288 Alleinerziehende und 66 Wohngemeinschaften. In 741 Haushalten lebten ausschließlich Senioren und in 2286 Haushaltungen leben keine Senioren.

#### Einwohnerentwicklung
| Sinntal: Einwohnerzahlen von 1973 bis 2020                          | Sinntal: Einwohnerzahlen von 1973 bis 2020 | Sinntal: Einwohnerzahlen von 1973 bis 2020 | Sinntal: Einwohnerzahlen von 1973 bis 2020 | Sinntal: Einwohnerzahlen von 1973 bis 2020 |
| ------------------------------------------------------------------- | ------------------------------------------ | ------------------------------------------ | ------------------------------------------ | ------------------------------------------ |
| Jahr                                                                |                                            |                                            |                                            | Einwohner                                  |
| 1973                                                                | 1973                                       |                                            | 9.656                                      | 9.656                                      |
| 1975                                                                | 1975                                       |                                            | 9.515                                      | 9.515                                      |
| 1980                                                                | 1980                                       |                                            | 9.373                                      | 9.373                                      |
| 1985                                                                | 1985                                       |                                            | 9.468                                      | 9.468                                      |
| 1990                                                                | 1990                                       |                                            | 9.857                                      | 9.857                                      |
| 1995                                                                | 1995                                       |                                            | 9.996                                      | 9.996                                      |
| 2000                                                                | 2000                                       |                                            | 9.776                                      | 9.776                                      |
| 2005                                                                | 2005                                       |                                            | 9.604                                      | 9.604                                      |
| 2010                                                                | 2010                                       |                                            | 9.169                                      | 9.169                                      |
| 2011                                                                | 2011                                       |                                            | 9.094                                      | 9.094                                      |
| 2015                                                                | 2015                                       |                                            | 8.961                                      | 8.961                                      |
| 2020                                                                | 2020                                       |                                            | 8.797                                      | 8.797                                      |
| Quelle(n): Hessisches Statistisches Informationssystem; Zensus 2011 |                                            |                                            |                                            |                                            |

#### Religionszugehörigkeit
| • 1987: | 6721 evangelische (= 72,0 %), 2165 katholische (= 23,2 %), 446 sonstige (= 4,8 %) Einwohner   |
| • 2011: | 5844 evangelische (= 64,3 %), 2091 katholische (= 23,0 %), 1159 sonstige (= 12,7 %) Einwohner |

## Politik

### Gemeindevertretung
Die Kommunalwahl am 14. März 2021 lieferte folgendes Ergebnis, in Vergleich gesetzt zu früheren Kommunalwahlen:
| Sitzverteilung in der Gemeindevertretung 2021Insgesamt 25 Sitze - SPD: 9 - CDU: 6 - BWG: 10 | Parteien und Wählergemeinschaften | Parteien und Wählergemeinschaften           | % 2021 | Sitze 2021 | % 2016 | Sitze 2016 | % 2011 | Sitze 2011 | % 2006 | Sitze 2006 | % 2001 | Sitze 2001 |
| Sitzverteilung in der Gemeindevertretung 2021Insgesamt 25 Sitze - SPD: 9 - CDU: 6 - BWG: 10 | SPD                               | Sozialdemokratische Partei Deutschlands     | 34,8   | 9          | 36,8   | 12         | 41,4   | 13         | 40,5   | 12         | 40,0   | 12         |
| Sitzverteilung in der Gemeindevertretung 2021Insgesamt 25 Sitze - SPD: 9 - CDU: 6 - BWG: 10 | CDU                               | Christlich Demokratische Union Deutschlands | 24,8   | 6          | 29,7   | 9          | 37,2   | 11         | 31,7   | 10         | 28,9   | 9          |
| Sitzverteilung in der Gemeindevertretung 2021Insgesamt 25 Sitze - SPD: 9 - CDU: 6 - BWG: 10 | BWG                               | Bürgerliche Wählergemeinschaft              | 40,4   | 10         | 33,5   | 10         | 21,4   | 7          | 16,0   | 5          | 19,9   | 6          |
| Sitzverteilung in der Gemeindevertretung 2021Insgesamt 25 Sitze - SPD: 9 - CDU: 6 - BWG: 10 | FDP                               | Freie Demokratische Partei                  | —      | —          | —      | —          | —      | —          | 11,7   | 4          | 11,2   | 4          |
| Sitzverteilung in der Gemeindevertretung 2021Insgesamt 25 Sitze - SPD: 9 - CDU: 6 - BWG: 10 | gesamt                            | gesamt                                      | 100,0  | 25         | 100,0  | 31         | 100,0  | 31         | 100,0  | 31         | 100,0  | 31         |
| Sitzverteilung in der Gemeindevertretung 2021Insgesamt 25 Sitze - SPD: 9 - CDU: 6 - BWG: 10 | Wahlbeteiligung in %              | Wahlbeteiligung in %                        | 57,7   | 57,7       | 56,2   | 56,2       | 53,5   | 53,5       | 52,2   | 52,2       | 60,1   | 60,1       |

### Bürgermeister
Nach der hessischen Kommunalverfassung wird der Bürgermeister für eine sechsjährige Amtszeit gewählt, seit dem Jahr 1993 in einer Direktwahl, und ist Vorsitzender des Gemeindevorstands, dem in der Gemeinde Sinntal neben dem Bürgermeister ehrenamtlich ein Erster Beigeordneter und acht weitere ehrenamtliche Beigeordnete angehören. Bürgermeister ist seit dem 13. Januar 2023 der parteiunabhängige Thomas Henfling. Er wurde als Nachfolger von Carsten Ullrich (SPD), der nach drei Amtszeiten nicht wieder kandidiert hatte, am 2. Oktober 2022 in einer Stichwahl bei 55,70 Prozent Wahlbeteiligung mit 59,88 Prozent der Stimmen gewählt.
Amtszeiten der Bürgermeister
- 2023–2029 Thomas Henfling[15]
- 2005–2023 Carsten Ullrich (SPD)
- 1999–2005 Johann Heberling (BWG)
- 1975–1999 Hans Eberhard Priemer (SPD)

## Kultur und Sehenswürdigkeiten

### Bauwerke
- Burg Schwarzenfels
- Eisenbahnviadukt Jossa
- Huttenburg Altengronau
- Jüdischer Friedhof Altengronau
- Wasserschloss Altengronau

### Naturdenkmäler
Sinnwiesen von Altengronau und Struth von Altengronau (Heimat des europäischen Bibers (Castor fiber), sowie der extrem gefährdeten Schachblume (Fritillaria meleagris))

### Vereine
- Tennis-Verein Sterbfritz
- Turn-Verein Sterbfritz
- Schützen-Verein Sterbfritz
- DLRG Sterbfritz
- Taubenzüchter Sterbfritz
- TSV Oberzell
- TSG 1911 Züntersbach
- SG Germania Sterbfritz
- SV Alania Sannerz
- FV Viktoria Altengronau
- SG Jossa
- FC Hermannia Mottgers
- TSV Rhönadler Schwarzenfels
- TSV Weichersbach
- SG Alemannia Weiperz

### Regelmäßige Veranstaltungen
- SinnerRock Festival, einmal jährlich in Sinntal-Altengronau[18]

## Wirtschaft und Infrastruktur

### Verkehr
Die Eisenbahn-Schnellfahrstrecke Hannover–Würzburg durchquert das Gemeindegebiet. Der Landrückentunnel, der mit 10.779 m längste Tunnel in Deutschland, verläuft im nördlichen Gemeindegebiet.
Bahnhöfe befinden sich in Sterbfritz und in Jossa.

### Unternehmen
- Plastic Omnium in Sterbfritz
- Rohm & Werner in Sterbfritz
- Knaus Tabbert in Mottgers
- Löffert Stiele in Oberzell/Ziegelhütte
- Gebrüder Patzer (Einheitserdewerke) in Altengronau (Sitz des Unternehmens) und Jossa (Produktionsstätte)
- Schmiedeeisen Vornwald in Altengronau
- Optik-Müller in Sterbfritz

### Bildung

#### Kindergärten
In den Ortsteilen der Gemeinde Sinntal gibt es fünf Kindergärten:
- Kindergarten „Sonnenschein“ in Altengronau
- Kindergarten „Zwergenburg“ in Schwarzenfels
- Kindergarten „Rappelkiste“ in Sterbfritz
- Kindergarten Weichersbach
- Kindergarten „Kleine Riesen“ in Züntersbach

#### Schulen
Das Gemeindegebiet von Sinntal ist noch heute durch zahlreiche sogenannte Zwergschulen geprägt. In vielen von ihnen werden mehrere Jahrgänge in einer Klasse unterrichtet, in zwei von ihnen (Sannerz und Züntersbach) sogar alle vier. Der Plan des hessischen Kultusministeriums, zahlreiche dieser Schulen aufgrund zu geringer Schülerzahlen zu schließen, sorgt in der Gemeinde für erheblichen Unmut. Die Grundschule in Jossa wurde zum Ende des Schuljahres 2012/2013 bereits geschlossen.
- Grund-, Haupt- und Realschule Altengronau – Hans-Elm-Schule
- Grundschule Sterbfritz
- Grundschule Mottgers
- Grundschule Oberzell
- Grundschule Sannerz
- Grundschule Weichersbach
- Grundschule Züntersbach

Weiterführende Schulen gibt es in Schlüchtern mit dem Ulrich-von-Hutten-Gymnasium, in Wächtersbach mit der Friedrich-August-Genth-Schule (Kooperative Gesamtschule), in Gelnhausen dem Grimmelshausen-Gymnasium und in Bad Soden-Salmünster der Henry-Harnischfeger-Schule (Integrierte Gesamtschule).

### Sportstätten
- Freischwimmbad (Waldschwimmbad) in Sterbfritz
- Naturerlebnisbad in Altengronau

## Persönlichkeiten

### Töchter und Söhne der Gemeinde
- Franz Bäke (1898–1978), Offizier; geboren im Ortsteil Schwarzenfels.

### Mit dem Ort verbundene Persönlichkeiten
- Helena von Pfalz-Simmern (1532–1579), Tochter des Pfalzgrafen und Herzogs Johann II. von Pfalz-Simmern und der Markgräfin Beatrix von Baden; gestorben auf Burg Schwarzenfels.
- Hans Elm, Rektor der Schule in Altengronau und Heimatforscher, Herausgeber der Chronik und Festschrift zur 1200-Jahr-Feier von Altengronau (1980)[21].